# Paul Cadmus
Paul Cadmus (Nova York, 17 de dezembro de 1904 - 12 de dezembro de 1999) foi um pintor norte-americano. Ficou conhecido pelo uso da técnica de têmpera em suas pinturas e por fazer denúncias de cunho social. Também ganhou destaque por pintar obras combinando elementos de erotismo e sátira em um estilo que é conhecido como realismo fantástico.

## Início de vida e educação
Paul Cadmus nasceu no dia 17 de dezembro de 1904 na região de Manhattan, em Nova York, filho dos artistas Maria Latasa e Egbert Cadmus. Seu pai era um litógrafo profissional e pintor de aquarela que estudou com o pintor Robert Henri. Sua mãe, por sua vez, era ilustradora de livros infantis.
Em 1919, Paul Cadmus largou a escola e ingressou na Academia Nacional de Desenho. Em seus primeiros anos ele aprendeu a desenhar com moldes em gesso e, depois de dois anos, foi aceito nas aulas de desenho de modelos vivos. Em seu terceiro ano, recebeu uma medalha de bronze por sua excelência nessa disciplina. De 1928 a 1931 ele trabalhou em uma agência de publicidade em Nova York.
No ano de 1929, Cadmus terminou o curso na Academia Nacional de Desenho com diversos prêmios e bolsas escolares por seu desempenho. Ao lado de um colega pintor chamado Jared French, que durante um tempo veio a ser seu parceiro amoroso, ele viajou pela Europa durante os anos de 1931 e 1933 para aperfeiçoar seus conhecimentos artísticos.

## Carreira
A primeira vez em que seu trabalho artístico foi devidamente reconhecido foi no ano de 1934, aos 29 anos, com a obra The Fleet's In. Tal reconhecimento se deu por conta da controvérsia dos personagens retratados. Na pintura, um grupo marinheiros farreava com prostitutas e homossexuais, o que causou indignação pública à época.
Em 1938, sua obra Pocahontas Saving the Life of John Smith, feita para ilustrar um mural do Parcel Post Building, na cidade de Richmond, teve de ser retocada após alguns observadores notarem uma pele de raposa sugestivamente pendurada entre as pernas de um indígena retratado na pintura. Para retratar o personagem John Smith, Paul Cadmus havia se inspirado em seu então amante Jared French.
Cadmus morreu aos 94 anos, em dezembro de 1999, a poucos dias de seu 95° aniversário.

## Lista de obras
Entre os anos de 1931 e 1992, Cadmus pintou cerca de 120 obras. Algumas delas são:
- Jerry, 1931, Museu de Arte de Toledo, Toledo, Ohio
- YMCA Locker Room, 1933
- Shore Leave, 1933
- The Fleet's In!, 1934, Galeria de Arte Naval, Washington Navy Yard
- Greenwich Village Cafeteria, 1934
- Coney Island (oil painting), 1934, Museu de Artes de Los Angeles
- Gilding the Acrobats, 1935, Museu Metropolitano de Arte
- Coney Island (etching), 1935, Museu de Artes de Los Angeles
- Aspects of Suburban Life: Main Street, 1935, Galeria de Arte D.C. Moore
- Aspects of Suburban Life: Golf, 1936, Museu Virtual do Canadaá
- Venus and Adonis, 1936
- Sailors and Floozies, 1938, Museu Whitney de Arte Americana, Nova York
- Pocahontas and John Smith, 1938, Correios de Port Washington
- Two Boys on a Beach #1, 1938, Galeria de Arte D.C. Moore
- Bathers, 1939
- Herrin Massacre, 1940, Museu de Arte de Columbus, Ohio
- Aviator, 1941
- The Shower, 1943
- Point O' View, 1945, Museu de Arte do Williams College, Williamstown, Massachusetts
- The Seven Deadly Sins, 1945–1949, Museu Metropolitano de Arte, Nova York
- Fences, 1946, Museu Crystal Bridges de Arte Americana, Bentonville, Arkansas
- What I Believe, 1947–1948, Museu de Arte McNay, San Antonio, Texas
- Playground, 1948, Museu de Arte deGeorgia, Athens, Georgia
- The Bath, 1951
- Manikins, 1951
- Bar Italia, 1953–1955
- Night in Bologna, 1958, Museu Smithsonian de Arte Americana, Washington, DC
- Sunday Sun, 1958–1959
- Le Ruban Dénoué: Hommage à Reynaldo Hahn, 1963, Museu de Arte de Columbus (coleção de Philip J. & Suzanne Schiller), Columbus, Ohio
- Jon Anderson in White Tights, 1966, Museu de Arte Americana Crystal Bridges, Bentonville, Arkansas
- Male Nude, 1966, Museu Kemper de Arte Contemporânea, Missouri
- The Eighth Sin: Jealousy, 1982–1983, Museu Metropolitano de Arte, Nova York
- The Haircut, 1986
- Final Study for the House that Jack Built, 1987, Galeria D.C. Moore
- Me: 1940–1990, 1990, Galeria de Arte D.C. Moore
- Jon Reading NM248, 1992, Galeria de Arte D.C. Moore
- Jon Extracting a Splinter NM255, 1993, Galeria de Arte D.C. Moore
- Self-Portrait, Museu Crystal Bridges de Arte Americana, Bentonville, Arkansas

## Exposições
- Corcoran Gallery, Washington, DC, 1935
- Midtown Galleries, Nova York, 1937[7][8]
- Museu de Arte de Baltimore, Baltimore, 1942
- Museu Whitney de Arte Americana, Nova York, 1996[9]
- Galeria de Arte D.C. Moore, Nova York, 1996